# The Album About Nothing
The Album About Nothing là album phòng thu thứ tư của rapper người Mĩ Wale. Album phát hành vào ngày 31 tháng 3 năm 2015 bởi Maybach Music Group và Atlantic Records.

## Các đĩa đơn
Bài hát "The Body" hợp tác với Jeremih, được phát hành thành đĩa đơn mở đường cho album vào ngày 9 tháng 9 năm 2014. Vào ngày 28 tháng 12 năm 2014, video âm nhạc cho "The Body" được ra mắt.
Bài hát "The Matrimony" hợp tác với Usher được phát hành thành đĩa đơn thứ hai vào ngày 2 tháng 3 năm 2015.

## Diễn biến thương mại
The Album About Nothing ra mắt tại vị trí quán quân bảng xếp hạng US Billboard 200 với doanh số đạt 100.000 bản trong tuần đầu phát hành.

## Danh sách và thứ tự bài hát
| STT | Nhan đề                               | Sáng tác | Sản xuất                                  | Thời lượng |
| --- | ------------------------------------- | --- | ----------------------------------------- | ---------- |
| 1.  | "The Intro About Nothing"             | Olubowale Akintimehin, Julian "JGramm " Gramma, Britney Talia Hazard                                                                                   | JGramm                                    | 4:20       |
| 2.  | "The Helium Balloon"                  | Akintimehin, Dacoury Natche, Adam Feeney, Sonny Uwaezouke                                                                                              | DJ Dahi, Sonny Digital (hỗ trợ)           | 4:47       |
| 3.  | "The White Shoes"                     | Akintimehin, Reese "Pro Reese" Cummings, R.L. Altman, Maurice Earl Barnett-Fenderson, Andwele Gardner, Titus Glover, Jason R. Powers, Emmanuel Riggins | Pro Reese                                 | 4:30       |
| 4.  | "The Pessimist" (hợp tác với J. Cole) | Akintimehin, Jermaine Cole, Osinachi Nwaneri | Osinachi                                  | 4:32       |
| 5.  | "The Middle Finger"                   | Akintimehin, Natche, Dave "Glass Animals" Bayley | DJ Dahi, Dave Glass Animals               | 4:00       |
| 6.  | "The One Time in Houston"             | Akintimehin, R. Cummings, Maurice Earl Barnett-Fenderson, James Harris, Terry Lewis                                                                    | Pro Reese                                 | 5:47       |
| 7.  | "The Girls On Drugs"                  | Akintimehin, J. Harris, Janet Jackson, T. Lewis, Kevin Spencer                                                                                         | A-Trak                                    | 4:09       |
| 8.  | "The God Smile"                       | Akintimehin, Natche | DJ Dahi                                   | 5:16       |
| 9.  | "The Need to Know" (hợp tác với SZA)  | Akintimehin, Solana Rowe, B. Talia Hazard, J. Gramma, Carvin Haggins, Robert Hebb, Taalib Johnson                                                      | JGramm                                    | 3:36       |
| 10. | "The Success"                         | Akintimehin, Jacob Dutton, Samuel Barnes, Nasir Jones, Warren Lankford, Annie Lennox, Jean Claude "Poke" Olivier, David Allan Stewart                  | Jake One                                  | 2:57       |
| 11. | "The Glass Egg"                       | Akintimehin, Alex "Ayy Dot" Fonseca, Burt Bacharach, Darryl Brown, Hal David, Amel Larrieux, Bryce Wilson                                              | Ayy Dot                                   | 4:47       |
| 12. | "The Bloom (AG3)"                     | Akintimehin, Stokley Williams, Roy C. Hammond, Julian Nixon, Craig Balmoris                                                                            | Best Kept Secret, Stokley Williams (add.) | 5:22       |
| 13. | "The Matrimony" (hợp tác với Usher)   | Akintimehin, Usher Raymond IV, Sam Dew, Dutton, Kahlil Rahman                                                                                          | Jake One, DJ Khalil                       | 6:35       |
| 14. | "The Body" (hợp tác với Jeremih)      | Akintimehin, Jeremih Felton, Kenneth Coby, Cartier Grand, Robert Kelly                                                                                 | Soundz                                    | 3:52       |

## Xếp hạng

### Xếp hạng tuần
| Bảng xếp hạng (2015)                     | Vị trí cao nhất |
| ---------------------------------------- | --------------- |
| Album Hoa Kỳ Billboard 200               | 1               |
| Album Hoa Kỳ Top R&B/Hip-Hop (Billboard) | 1               |
| Album Hoa Kỳ Top Rap (Billboard)         | 1               |